# 领孔穿盾虫
领孔穿盾虫（学名：Dorataspis choanopora）为穿盾虫科穿盾虫属的动物。在中国，分布于东海等海域。